# 1938
1938. је била проста година.

## Догађаји

### Јануар
- 19. јануар — Ваздухопловство генерала Франсиска Франка бомбардовало, у Шпанском грађанском рату, Барселону и Валенсију, при чему је погинуло најмање 700 људи.

### Март
- 12. март — Немачке трупе умарширале у Аустрију, чиме је та држава припојена Нацистичкој Немачкој.

### Јун
- 25. јун — Даглас Хајд инаугурисан за првог председника Ирске.

### Јул
Први сусрет Београђана са телевизијом одиграо се у септембру 1938. године на Београдском сајму, када је холандска фирма „Филипс“ монтирала прву телевизијску станицу са студиом, одакле су за све време трајања јесењег сајма, први пут на Балкану, емитоване телевизијске емисије за ширу публику, уз учешће београдских глумаца.

### Септембар
- 23. септембар — Општа мобилизација 1938. (Чехословачка)

### Октобар
- 30. октобар — Орсон Велс је својим радијским извођењем драме Рат светова Херберта Џорџа Велса изазвао панику код дела слушалаца у САД.

### Новембар
- 21. новембар — Немачка је окупирала Судетску област у Чехословачкој и прикључила немачком Рајху.

### Децембар
- 11. децембар — Избори за народне посланике Краљевине Југославије.
- 23. децембар — Јужноафрички рибари су у Индијском океану уловили први живи примерак целеканта, за који се веровало да је изумро током креде.
- 31. децембар — У Индијанаполису, САД, први пут званично уведен тест на алкохол за возаче.

### Датум непознат
- Википедија:Непознат датум - Велики шаховски турнир AVRO Амстердам, Холандија (победник турнира Паул Керес)

## Рођења

### Јануар
- 1. јануар — Френк Ланџела, амерички глумац
- 6. јануар — Адријано Челентано, италијански музичар, комичар, глумац, редитељ и ТВ водитељ
- 7. јануар — Амфилохије Радовић, митрополит СПЦ (прем. 2020)
- 10. јануар — Доналд Кнут, амерички програмер и математичар
- 13. јануар — Вилијам Б. Дејвис, канадски глумац
- 18. јануар — Ентони Гиденс, енглески социолог
- 25. јануар — Ета Џејмс, америчка певачица (прем. 2012)

### Фебруар
- 8. фебруар — Лидија Пилипенко, српска балерина и кореографкиња (прем. 2020)
- 13. фебруар — Оливер Рид, енглески глумац (прем. 1999)
- 18. фебруар — Иштван Сабо, мађарски редитељ и сценариста
- 23. фебруар — Јиржи Менцл, чешки редитељ, глумац и сценариста (прем. 2020)
- 23. фебруар — Алан Форд, енглески глумац
- 24. фебруар — Џејмс Фарентино, амерички глумац (прем. 2012)

### Март
- 5. март — Фред Вилијамсон, амерички глумац и играч америчког фудбала
- 8. март — Милан Галић, југословенски и српски фудбалер (прем. 2014)
- 17. март — Рудолф Нурејев, руски балетан, кореограф и глумац (прем. 1993)
- 20. март — Вук Бабић, српски редитељ и сценариста (прем. 1997)
- 24. март — Дејвид Ервинг, енглески писац

### Април
- 4. април — Мелита Бихали, српска глумица (прем. 2023)
- 8. април — Кофи Анан, гански политичар и дипломата, 7. генерални секретар Организације уједињених нација (прем. 2018)
- 15. април — Клаудија Кардинале, италијанска глумица

### Мај
- 6. мај — Сретен Драгојловић, српски кошаркаш и кошаркашки тренер (прем. 1971)
- 9. мај — Чарлс Симић, српско-амерички песник, есејиста и преводилац (прем. 2023)
- 10. мај — Мануел Сантана, шпански тенисер (прем. 2021)
- 24. мај — Михаило Јанкетић, српски глумац (прем. 2019)
- 28. мај — Џери Вест, амерички кошаркаш и кошаркашки тренер (прем. 2024)

### Јун
- 6. јун — Ива Марјановић, хрватска глумица
- 18. јун — Мајкл Ширд, шкотски глумац (прем. 2005)
- 30. јун — Мирко Новосел, хрватски кошаркаш и кошаркашки тренер (прем. 2023)

### Јул
- 9. јул — Брајан Денехи, амерички глумац, продуцент и редитељ (прем. 2020)
- 18. јул — Пол Верховен, холандски редитељ, сценариста и продуцент
- 18. јул — Радомир Рељић, српски сликар (прем. 2006)
- 18. јул — Ијан Стјуарт, шкотски музичар, најпознатији као суоснивач и клавијатуриста групе The Rolling Stones (прем. 1985)
- 20. јул — Натали Вуд, руско-америчка глумица (прем. 1981)
- 20. јул — Дајана Риг, енглеска глумица (прем. 2020)
- 22. јул — Теренс Стамп, енглески глумац (прем. 2025)
- 23. јул — Рони Кокс, амерички глумац и музичар
- 27. јул — Изабел Обре, француска певачица
- 28. јул — Луис Арагонес, шпански фудбалер и фудбалски тренер (прем. 2014)
- 28. јул — Арсен Дедић, хрватски композитор и музичар (прем. 2015)
- 30. јул — Зоран Христић, српски композитор (прем. 2019)

### Август
- 7. август — Зора Дубљевић, босанскохерцеговачка певачица
- 9. август — Род Лејвер, аустралијски тенисер
- 9. август — Ото Рехагел, немачки фудбалер и фудбалски тренер
- 21. август — Кени Роџерс, амерички музичар, глумац и музички продуцент (прем. 2020)
- 29. август — Елиот Гулд, амерички глумац

### Септембар
- 19. септембар — Гордан Михић, српски сценариста и редитељ (прем. 2019)
- 23. септембар — Роми Шнајдер, немачко-француска глумица (прем. 1982)
- 28. септембар — Бен Е. Кинг, амерички музичар и музички продуцент (прем. 2015)

### Октобар
- 3. октобар — Тереза Кесовија, хрватска певачица
- 5. октобар — Вилијам Вотсон, амерички глумац (прем. 1997)
- 5. октобар — Милан Чоп, хрватски фудбалер
- 7. октобар — Ен Хејдон Џоунс, енглеска тенисерка
- 16. октобар — Нико, немачка музичарка, песникиња, модел и глумица (прем. 1988)
- 22. октобар — Кристофер Лојд, амерички глумац
- 22. октобар — Дерек Џејкоби, енглески глумац и редитељ
- 23. октобар — Братислав Ђорђевић, српски кошаркаш и кошаркашки тренер

### Новембар
- 5. новембар — Радивој Кораћ, српски кошаркаш (прем. 1969)
- 5. новембар — Милован Илић Минимакс, српски радио и ТВ новинар (прем. 2005)
- 7. новембар — Дејан Ђуровић, српски глумац и радијски водитељ
- 8. новембар — Миња Субота, српски композитор, певач, забављач, ТВ водитељ и фотограф (прем. 2021)
- 19. новембар — Тед Тарнер, амерички медијски магнат
- 20. новембар — Тома Здравковић, српски певач (прем. 1991)
- 24. новембар — Оскар Робертсон, амерички кошаркаш
- 29. новембар — Мирко Ђорђевић, српски социолог религије, књижевник, публициста и преводилац (прем. 2014)

### Децембар
- 5. децембар — Џеј Џеј Кејл, амерички музичар, најпознатији као гитариста (прем. 2013)
- 9. децембар — Зехра Деовић, босанскохерцеговачка певачица (прем. 2015)
- 11. децембар — Енрико Масијас, француски музичар
- 12. децембар — Невена Коканова, бугарска глумица (прем. 2000)
- 16. децембар — Лив Улман, норвешка глумица, редитељка и сценаристкиња
- 16. децембар — Вера Чукић, српска глумица
- 26. децембар — Мирко Ковач, југословенски књижевник, есејиста, драматург и сценариста (прем. 2013)
- 29. децембар — Џон Војт, амерички глумац

## Смрти

### Март
- 1. март — Габријеле Д’Анунцио, италијански песник и политичар
- 13. март — Николај Иванович Бухарин, руски револуционар. (* 1888)

### Април
- 7. април — Сузана Валадон, француска сликарка. (* 1865)

### Август
- 10. новембар — Мустафа Кемал Ататурк, туски политичар. (* 1881)

## Нобелове награде
- Физика — Енрико Ферми
- Хемија — Ричард Кун
- Медицина — Корнеј Жан Франсоа Аман
- Књижевност — Перл Бак
- Мир — Нансенова међународна канцеларија за избеглице (Швајцарска)
- Економија — Награда у овој области почела је да се додељује 1969. године